# アステリクス
『アステリクス』（英：Asterix）は、1992年にコナミ（後のコナミデジタルエンタテインメント）より発売されたアーケードゲーム。ジャンルはベルトスクロールアクションゲーム。フランスの漫画『アステリックス』を原作としているが、本作のタイトルには「ッ」は入らない。
サウンド面ではBGMは泉陸奥彦・江川麻理子・山根ミチル・仲野順也・A.HASHIMOTOが、効果音はJ_KANE（兼田潤一郎）が担当している。

## 概要
プレイヤーはアステリックスあるいは親友のオベリクスを操作し、ローマ帝国に立ち向かうこととなる。操作には8方向レバーとそれぞれ攻撃・ジャンプに割り当てられた2ボタンにより行う。攻撃ボタンを長押しすることにより溜め攻撃もできる。
攻撃アクションが多彩で、また原作の世界観を生かしたものとなっている。デモでもそれを確かめることができる。